# Bainville-aux-Miroirs
Bainville-aux-Miroirs är en kommun i departementet Meurthe-et-Moselle i regionen Grand Est (tidigare regionen Lorraine) i nordöstra Frankrike. Kommunen ligger i kantonen Haroué som tillhör arrondissementet Nancy. År 2022 hade Bainville-aux-Miroirs 289 invånare.

## Befolkningsutveckling
Antalet invånare i kommunen Bainville-aux-Miroirs
| Referens: INSEE |